# Hydropsyche ambigua
Hydropsyche ambigua là một loài Trichoptera trong họ Hydropsychidae. Chúng phân bố ở miền Cổ bắc.